# Xavier Fabré i Carreras
Xavier Fabré i Carreras (Barcelona 1959) es un arquitecto, diseñador y profesor universitario español.

## Biografía
Nació en 1959 en la ciudad de Barcelona. Estudió arquitectura en la Escuela Técnica Superior de Arquitectura de Barcelona, dependiendo de la Universidad Politécnica de Cataluña, donde se graduó en 1988, y de la cual fue profesor hasta el 1994.

## Actividad profesional
En el año 1988 fundó un estudio de arquitectura con Lluís Dilmé llamado "Dilmé & Fabré", especializándose en proyectos arquitectónicos para centros educativos, residenciales y sanitarios.
- 1988, 1994-1999: Reconstrucción del Gran Teatro del Liceo (Barcelona)
- 1988-1997: Plaza cívica de Bellaterra (Universidad Autónoma de Barcelona)
- 1994-1999: Parque de la Condesa Ermesenda (Gerona)
- 1995-1997: Escuela de Enseñanza Integrado de Música y Danza Oriol Martorell (Barcelona)
- 1996-2002: Remodelaión del "Teatro Guastavino" (Vilasar de Dalt)
- 1999-2002: Conjunto de viviendas (El Prat de Llobregat)
- 2001-2004: Rehabilitación del "Teatro Cal Ninyo" (San Baudilio de Llobregat)
- 2002-2004: Conjunto de viviendas (Gerona)
- 2002-2004: Conjunto de viviendas (Figueras)
- 2002: Rehabilitación del "Teatro Principal" (Sabadell)
- 2002: Rehabilitación del "Teatro Cooperativa" (Barberá del Vallés)
- 2003: Conversión de "Can Gibert" en centro de artes (Monasterio de Montserrat)
- 2004: Centro de negocios "Molí dels Frares" (San Vicente dels Horts)

En el año 1994 junto con Ignasi de Solà-Morales, Lluís Dilmé y Eulàlia Serra dirigió el proyecto de reconstrucción del teatro especializándose, en su faceta de diseñador, en la construcción de los muebles específicos, la luz de entrada al pasillo y la entrada de la calle de San Pablo. En el año 2000 Solà-Morales, Dilmé y el propio Fabré fueron galardonados con el Premio Nacional de Patrimonio Cultural para esta obra.